# Saint-Paul-de-Varax
Pour les articles homonymes, voir Saint Paul et Varax.
Saint-Paul-de-Varax [sɛ̃ pɔl də vaʁaks] est une commune française, située dans le département de l'Ain en région Auvergne-Rhône-Alpes, entre Bourg-en-Bresse et Lyon.

## Géographie

### Localisation
Saint-Paul-de-Varax fait partie de la Dombes. La commune se situe au bord de la nationale 83, à 45 km de Lyon et 15 km de Bourg-en-Bresse.

### Climat
Pour des articles plus généraux, voir Climat d'Auvergne-Rhône-Alpes et Climat de l'Ain.
En 2010, le climat de la commune est de type climat océanique dégradé des plaines du Centre et du Nord, selon une étude du CNRS s'appuyant sur une série de données couvrant la période 1971-2000. En 2020, Météo-France publie une typologie des climats de la France métropolitaine dans laquelle la commune est dans une zone de transition entre le climat semi-continental et le climat de montagne et est dans la région climatique Bourgogne, vallée de la Saône, caractérisée par un bon ensoleillement (1 900 h/an), un été chaud (18,5 °C), un air sec au printemps et en été et des vents faibles.
Pour la période 1971-2000, la température annuelle moyenne est de 11,4 °C, avec une amplitude thermique annuelle de 17,8 °C. Le cumul annuel moyen de précipitations est de 998 mm, avec 10,8 jours de précipitations en janvier et 7,5 jours en juillet. Pour la période 1991-2020, la température moyenne annuelle observée sur la station météorologique de Météo-France la plus proche, sur la commune de Marlieux à 6 km à vol d'oiseau, est de 12,2 °C et le cumul annuel moyen de précipitations est de 909,1 mm,. Pour l'avenir, les paramètres climatiques de la commune estimés pour 2050 selon différents scénarios d'émission de gaz à effet de serre sont consultables sur un site dédié publié par Météo-France en novembre 2022.

## Urbanisme

### Typologie
Au 1er janvier 2024, Saint-Paul-de-Varax est catégorisée bourg rural, selon la nouvelle grille communale de densité à 7 niveaux définie par l'Insee en 2022.
Elle est située hors unité urbaine. Par ailleurs la commune fait partie de l'aire d'attraction de Lyon, dont elle est une commune de la couronne,. Cette aire, qui regroupe 397 communes, est catégorisée dans les aires de 700 000 habitants ou plus (hors Paris),.

### Occupation des sols
L'occupation des sols de la commune, telle qu'elle ressort de la base de données européenne d’occupation biophysique des sols Corine Land Cover (CLC), est marquée par l'importance des territoires agricoles (50,8 % en 2018), en diminution par rapport à 1990 (52,3 %). La répartition détaillée en 2018 est la suivante : terres arables (28,8 %), eaux continentales (27,6 %), forêts (17,9 %), zones agricoles hétérogènes (11,7 %), prairies (10,3 %), zones urbanisées (2,7 %), espaces verts artificialisés, non agricoles (1 %).
L'évolution de l’occupation des sols de la commune et de ses infrastructures peut être observée sur les différentes représentations cartographiques du territoire : la carte de Cassini (XVIIIe siècle), la carte d'état-major (1820-1866) et les cartes ou photos aériennes de l'IGN pour la période actuelle (1950 à aujourd'hui).

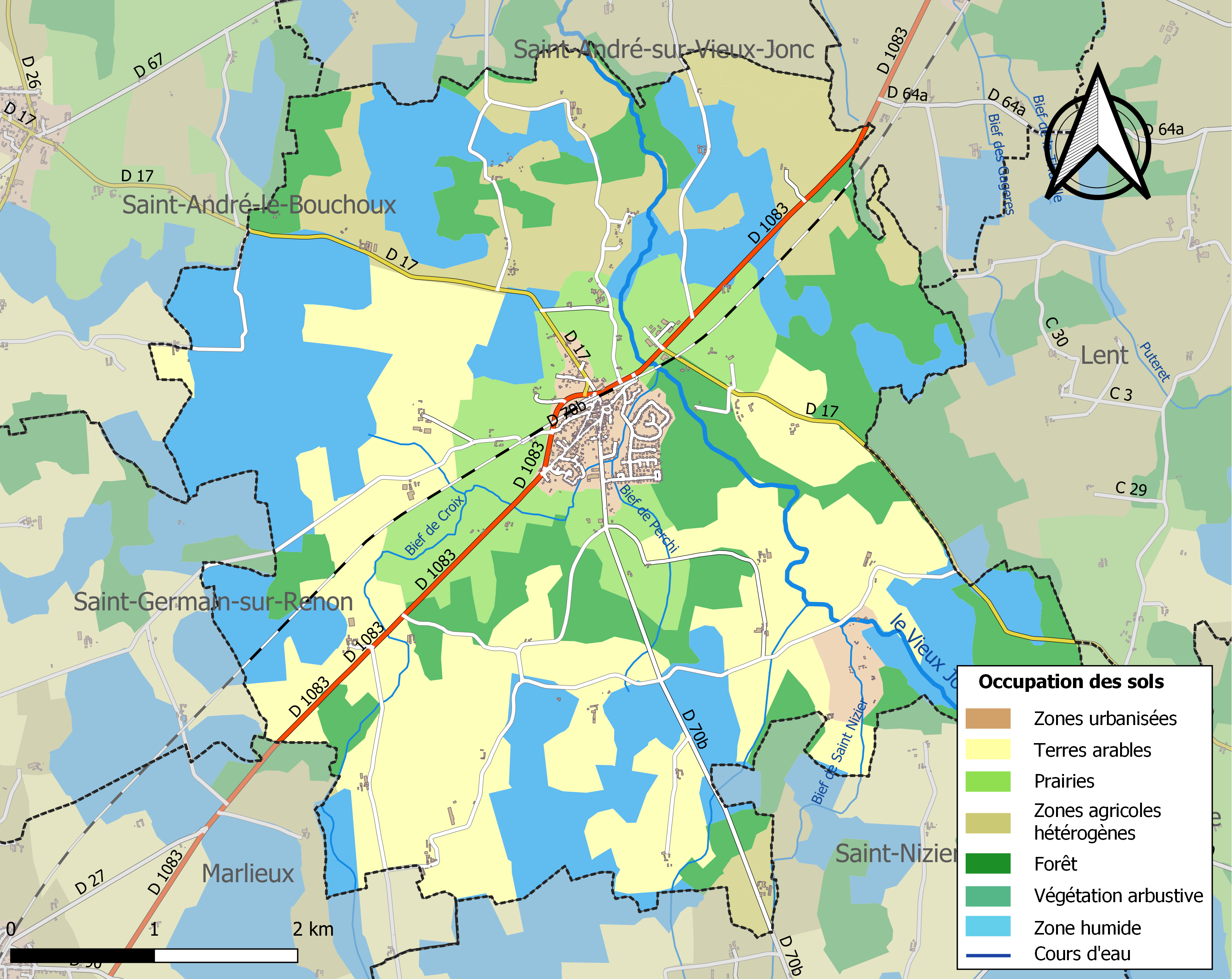
Carte des infrastructures et de l'occupation des sols de la commune en 2018 (CLC).

## Histoire
Au pied de la motte un bourg castral, Varax ou Grand Varax, s'est développé et son enceinte a repris le contour des fortifications de terre de l'antique basse-cour du château de terre.

## Politique et administration

### Découpage territorial
La commune de Saint-Paul-de-Varax est membre de la communauté de communes de la Dombes, un établissement public de coopération intercommunale (EPCI) à fiscalité propre créé le 1er janvier 2017 dont le siège est à Châtillon-sur-Chalaronne. Ce dernier est par ailleurs membre d'autres groupements intercommunaux.
Sur le plan administratif, elle est rattachée à l'arrondissement de Bourg-en-Bresse, au département de l'Ain et à la région Auvergne-Rhône-Alpes. Sur le plan électoral, elle dépend du  canton de Châtillon-sur-Chalaronne pour l'élection des conseillers départementaux, depuis le redécoupage cantonal de 2014 entré en vigueur en 2015, et de la quatrième circonscription de l'Ain  pour les élections législatives, depuis le dernier découpage électoral de 2010.

### Administration municipale
| Période                                  | Période      | Identité         | Étiquette | Qualité                                                |
| ---------------------------------------- | ------------ | ---------------- | --------- | ------------------------------------------------------ |
| juin 1995                                | mars 2001    | Georges Tardy    |           |                                                        |
| mars 2001                                | mars 2008    | Pierre Bernard   |           |                                                        |
| mars 2008                                | octobre 2008 | Gérard Dédedjian |           |                                                        |
| octobre 2008                             | 2014         | Bernard Puissant |           |                                                        |
| 2014                                     | 2020         | Roland Bernigaud | UDI       | Retraité, conseiller départemental depuis octobre 2016 |
| mai 2020                                 | mai 2021     | Franck Sucillon  |           |                                                        |
| mai 2021                                 | En cours     | Cédric Mancini   |           | Artisan                                                |
| Les données manquantes sont à compléter. |              |                  |           |                                                        |

## Démographie
L'évolution du nombre d'habitants est connue à travers les recensements de la population effectués dans la commune depuis 1793. Pour les communes de moins de 10 000 habitants, une enquête de recensement portant sur toute la population est réalisée tous les cinq ans, les populations de référence des années intermédiaires étant quant à elles estimées par interpolation ou extrapolation. Pour la commune, le premier recensement exhaustif entrant dans le cadre du nouveau dispositif a été réalisé en 2008.
En 2022, la commune comptait 1 637 habitants, en évolution de +8,99 % par rapport à 2016 (Ain : +5,15 %, France hors Mayotte : +2,11 %).
| 1793 | 1800 | 1806 | 1821 | 1831 | 1836 | 1841 | 1846 | 1851 |
| ---- | ---- | ---- | ---- | ---- | ---- | ---- | ---- | ---- |
| 526  | 520  | 309  | 469  | 453  | 510  | 540  | 619  | 684  |

| 1856 | 1861 | 1866 | 1872 | 1876 | 1881 | 1886 | 1891 | 1896 |
| ---- | ---- | ---- | ---- | ---- | ---- | ---- | ---- | ---- |
| 683  | 707  | 784  | 751  | 801  | 825  | 855  | 847  | 814  |

| 1901 | 1906 | 1911 | 1921 | 1926 | 1931 | 1936 | 1946 | 1954 |
| ---- | ---- | ---- | ---- | ---- | ---- | ---- | ---- | ---- |
| 810  | 804  | 823  | 759  | 745  | 694  | 763  | 731  | 780  |

| 1962 | 1968 | 1975 | 1982  | 1990  | 1999  | 2006  | 2008  | 2013  |
| ---- | ---- | ---- | ----- | ----- | ----- | ----- | ----- | ----- |
| 721  | 711  | 743  | 1 161 | 1 081 | 1 187 | 1 429 | 1 497 | 1 475 |

| 2018  | 2022  | - | - | - | - | - | - | - |
| ----- | ----- | - | - | - | - | - | - | - |
| 1 555 | 1 637 | - | - | - | - | - | - | - |

## Économie

### Tourisme
Ce village situé en plein cœur de la Dombes, régions aux mille étangs, parcouru par de nombreux sentiers pédestres, possède une base de loisirs de 35 hectares avec une piscine de 5 500 m2.

## Culture et patrimoine

### Lieux et monuments

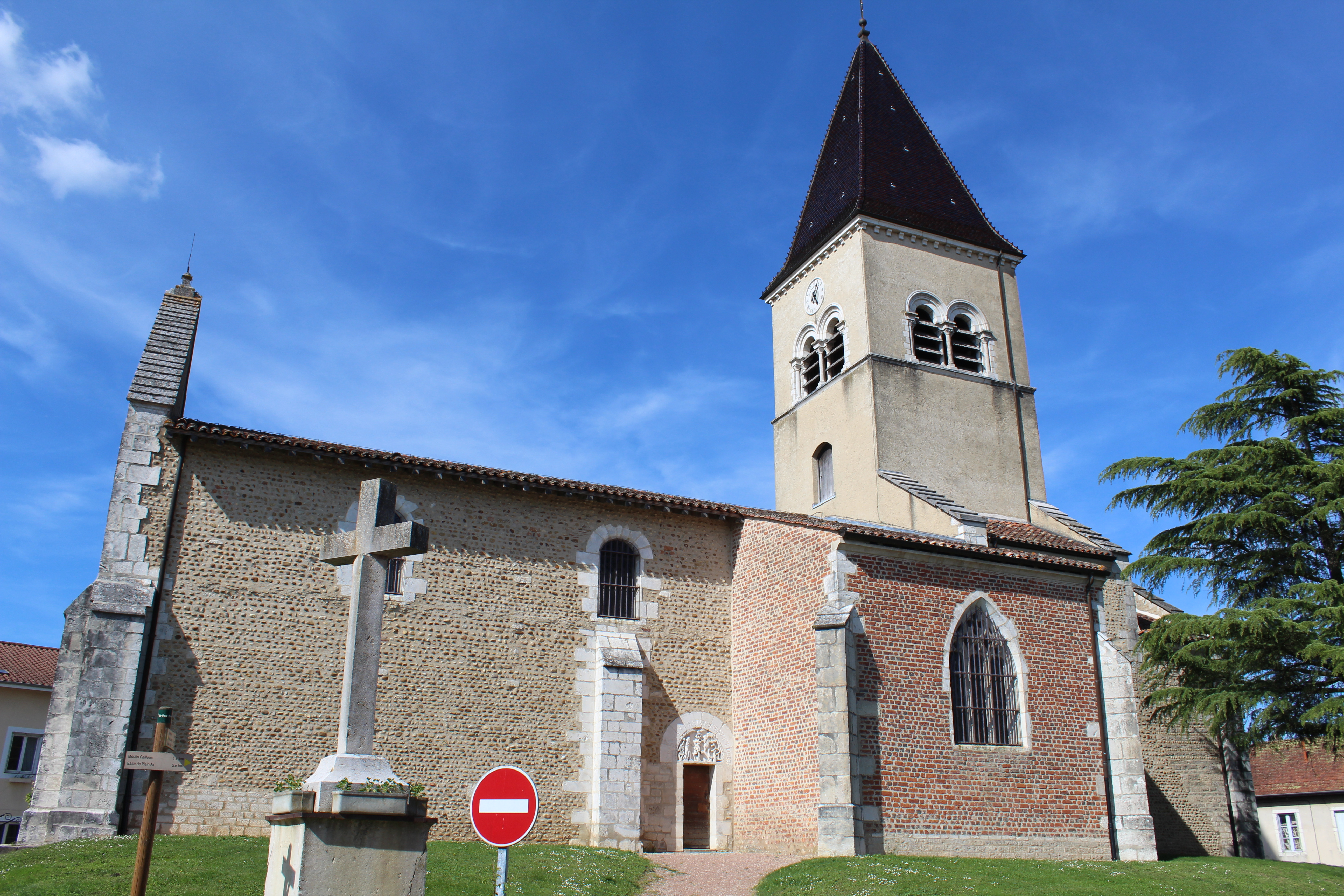
L'église Saint-Paul.

- Église Saint-Paul, église romane du XIIe siècle.
- Musée Louis-Jourdan de Saint-Paul-de-Varax.
- Château de Varax. Implanté dès le XIIIe siècle au milieu des étangs de la Dombes sur un tertre artificiel, il a été fortifié au XIVe siècle par deux tours carrées précédées d'un pont-levis et deux ailes en équerre. Profondément remanié au cours des siècles notamment après les destructions subies à la fin du XVIe siècle, au temps de la guerre de Savoie en 1593, et au XVIIIe siècle, le château de Saint-Paul-de-Varax, en briques, est aujourd'hui une propriété privée qui ne se visite pas.

En 1250 est cité Ulrich de Varax. Le château, après avoir été ruiné en 1595 par les troupes françaises, voit sa courtine flanquée de cinq grosses tours.

### Personnalités liées à la commune
- Louis Jourdan (1872-1948), peintre français, a passé presque toute sa vie à Saint-Paul-de-Varax, un musée lui est consacré.